# Ридсвил (Западна Вирџинија)
Ридсвил (енгл. Reedsville) град је у америчкој савезној држави Западна Вирџинија.

## Демографија
По попису из 2010. године број становника је 593, што је 76 (14,7%) становника више него 2000. године.
| Група             | 2000.       | 2010.       |
| Белци             | 515 (99,6%) | 583 (98,3%) |
| Афроамериканци    | 0 (0,0%)    | 3 (0,5%)    |
| Азијати           | 0 (0,0%)    | 0 (0,0%)    |
| Хиспаноамериканци | 2 (0,4%)    | 1 (0,2%)    |
| Укупно            | 517         | 593         |